# Can Bataller (Sant Iscle de Vallalta)
Can Bataller és una masia del municipi de Sant Iscle de Vallalta (Maresme) inclosa en l'Inventari del Patrimoni Arquitectònic Català.

## Descripció
Masia de cos central d'estructura clàssica, del grup II, amb coberta de teula de dues aigües que cauen cap als murs laterals. A la part posterior hi ha un cos adossat, de petites dimensions i coberta d'un vessant.
La façana té un portal rodó d'onze dovelles, amb esglaons i llindar de pedra, i finestres conopials d'estil gòtic. Els angles dels murs estan acabats amb carreus de granit, així com els marcs de les finestres. La finestra principal, que descansa sobre el portal, és de llinda partida de forma conopial amb detalls ornamentals esculpits i ampit motllurat, a més presenta detalls escultòrics de motius irreconeixibles, muntants adornats per dos bandes i rematada, per la part superior amb un carreu amb una creu inscrita. Per la part interior de la finestra hi ha els festejadors que són seients que aprofiten el gruix dels murs. A la façana lateral hi ha una altra finestra de forma conopial ricament ornamentada.
Actualment la casa està habitada per un pagès que viu del conreu. Sense estar abandonada la casa necessita alguns arranjaments.